# Élections à la Députation générale de La Rioja de 1995
Les élections à la Députation générale de La Rioja de 1995 (en espagnol : Elecciones a la Diputación General de La Rioja de 1995) s'est tenue le dimanche 28 mai 1995, afin d'élire les trente-trois députés de la quatrième législature de la Députation générale de La Rioja.
La victoire revient au Parti populaire de La Rioja (PPLR), qui obtient la majorité absolue des voix – une première – et des sièges.

## Contexte
Les élections du 26 mai 1991, bien qu'elle permette le maintien au pouvoir du socialiste José Ignacio Pérez Sáenz, prépare le basculement à droite de La Rioja.
Ainsi, le Parti socialiste de La Rioja-PSOE, bien qu'en progression, échoue à remporter la majorité absolue. Il recueille 43,1 % des suffrages et 16 députés sur 33 à la Députation générale, soit seulement 0,7 points et un élu de plus que le PPLR, qui engrange 10 000 voix de plus qu'en 1987. Le Parti riojain, régionaliste, complète l'arc parlementaire avec un faible résultat de 5,5 % et 2 sièges.
Les élections municipales – organisées le même jour – ne disent pas autre chose. Si les socialistes se placent en tête, c'est avec 41,3 %, alors que les conservateurs suivent de très près avec 40,3 %. Les régionalistes finissent toujours troisièmes et loin derrière avec 5,9 %. À Logroño, capitale régionale qui concentre environ 40 % du corps électoral de la communauté autonome, c'est même le PP qui vire en tête, totalisant 41,7 % et 13 sièges sur 27. Deuxième, le PSOE remporte 40,9 % et 12 élus, tandis que le Centre démocratique et social (CDS) et la Gauche unie (IU) obtiennent un élu chacun.
Le changement d'affinité politique de l'électorat se confirme lors des élections législatives anticipées du 6 juin 1993. Le PP se place en effet en première position, avec un score jamais atteint pour lui ou l'Alliance populaire (AP) de 46,2 %. Le PSOE suit, mais de loin puisqu'il se contente de 37,6 %, tandis qu'IU prend la troisième place avec 7 %, le PR devant se contenter de 4,4 %. Conservateurs et socialistes se partagent à égalité les quatre sièges au Congrès des députés.

## Mode de scrutin
La Députation générale de La Rioja (en espagnol : Diputación General de La Rioja) se compose de 33 députés, élus pour un mandat de quatre ans au suffrage universel direct, suivant le scrutin proportionnel à la plus forte moyenne d'Hondt.
La Rioja constitue une circonscription unique. Seules les forces politiques – partis, coalitions, indépendants – ayant remporté au moins 5 % des suffrages exprimés au niveau du territoire régional participent à la répartition des sièges.

## Campagne

### Partis et chefs de file
| Force politique | Force politique                                                       | Chef de file                       | Idéologie                                                      | Score en 1991              |
| --------------- | --------------------------------------------------------------------- | ---------------------------------- | -------------------------------------------------------------- | -------------------------- |
|                 | Parti socialiste de La Rioja-PSOE Partido Socialista de La Rioja-PSOE | José Ignacio Pérez Sáenz Président | Centre gauche Social-démocratie, progressisme                  | 43,1 % des voix 16 députés |
|                 | Parti populaire de La Rioja Partido Popular de La Rioja               | Pedro Sanz                         | Centre droit Conservatisme, libéralisme, démocratie chrétienne | 42,4 % des voix 15 députés |
|                 | Parti riojain Partido Riojano                                         | Leopoldo Virosta                   | Centre Régionalisme                                            | 5,5 % des voix 2 députés   |

## Résultats

### Voix et sièges
| Inscrits                                     | Inscrits                 | Inscrits                 | 218 519   |             |                      |                      |
| Abstentions                                  | Abstentions              | Abstentions              | 52 097    | 23,84 %     |                      |                      |
| Votants                                      | Votants                  | Votants                  | 166 422   | 76,16 %     |                      |                      |
|                                              |                          |                          |           |             |                      |                      |
| Bulletins enregistrés                        | Bulletins enregistrés    | Bulletins enregistrés    | 166 422   |             |                      |                      |
| Bulletins blancs ou nuls                     | Bulletins blancs ou nuls | Bulletins blancs ou nuls | 4 026     | 2,42 %      |                      |                      |
| Suffrages exprimés                           | Suffrages exprimés       | Suffrages exprimés       | 162 396   | 97,58 %     | 33 sièges à pourvoir | 33 sièges à pourvoir |
|                                              |                          |                          |           |             |                      |                      |
| Liste                                        | Tête de liste            |                          | Suffrages | Pourcentage | Sièges acquis        | Var.                 |
| Parti populaire de La Rioja (PPLR)           | Pedro Sanz               |                          | 81 703    | 50,31 %     | 17 / 33              | 2                    |
| Parti socialiste de La Rioja-PSOE (PSR-PSOE) | José Ignacio Pérez Sáenz |                          | 56 335    | 34,69 %     | 12 / 33              | 4                    |
| Gauche unie (IU)                             | Jesús Rodríguez Rubio    |                          | 11 921    | 7,34 %      | 2 / 33               | 2                    |
| Parti riojain (PR)                           | Leopoldo Virosta         |                          | 11 069    | 6,82 %      | 2 / 33               | en stagnation        |
| Autres listes                                | Néant                    |                          | 1 368     | 0,84 %      | 0 / 33               |                      |

### Analyse
L'élection de 1995 se révèle exceptionnelle, d'un point de vue politique, pour plusieurs raisons. Jamais, avec une hausse de 21 700 votants, le corps électoral ne s'était autant mobilisé pour un scrutin régional.
C'est le Parti populaire de La Rioja qui semble tirer un substantiel profit de cette hausse de la participation : il engrange 21 900 nouvelles voix. Il dépasse ainsi le seuil des 80 000 suffrages, le record précédent ayant été établi à 63 800. Pour la première fois, les conservateurs dépassent les socialistes, et une force politique remporte une majorité absolue de voix. La conséquence est un basculement à droite, bien différent de l'instable épisode de 1987, le PPLR n'ayant besoin d'aucun allié. C'est une sévère déconvenue pour le Parti socialiste de La Rioja-PSOE, qui fait lui aussi les frais de la mobilisation électorale. Effectivement, malgré le fait qu'il perde quatre députés, il ne recule que de 4 500 voix, ce qui le ramène à peu près à son résultat de 1987, où il était en tête et comptait 14 élus. Pour la première fois de son histoire, le PSR-PSOE passe sous les 40 % des suffrages favorables. Son échec semble également faire les affaires de la Gauche unie, puisque jamais la principale force de la gauche radicale n'avait fait son entrée à la Députation générale ; une entrée sans difficulté, puisqu'elle franchit sans encombre la barre des 10 000 voix. À l'image du Centre démocratique et social huit ans plus tôt, IU supplante donc le Partio riojain en tant que troisième force politique. Ce dernier, bien qu'ayant gagné 2 500 voix, semble devoir se contenter de ses 2 seuls députés, même s'il est parvenu à repasser au-dessus des 10 000 suffrages, une performance réalisée uniquement en 1983.

### Conséquences
Le 30 juin 1995, après deux journées de débat, Pedro Sanz est investi président de La Rioja avec les seuls votes favorables du Parti populaire.